# دون جورج
دون جورج (بالإنجليزية: Don George)‏ هو كاتب أغاني وشاعر أمريكي، ولد في 1909، وتوفي في 1987.

## وصلات خارجية
- دون جورج على موقع IMDb (الإنجليزية)
- دون جورج على موقع ميوزك برينز (الإنجليزية)
- دون جورج على موقع قاعدة بيانات برودواي على الإنترنت (الإنجليزية)
- دون جورج على موقع ديسكوغز (الإنجليزية)